# Jakub Izaak Rabinowicz

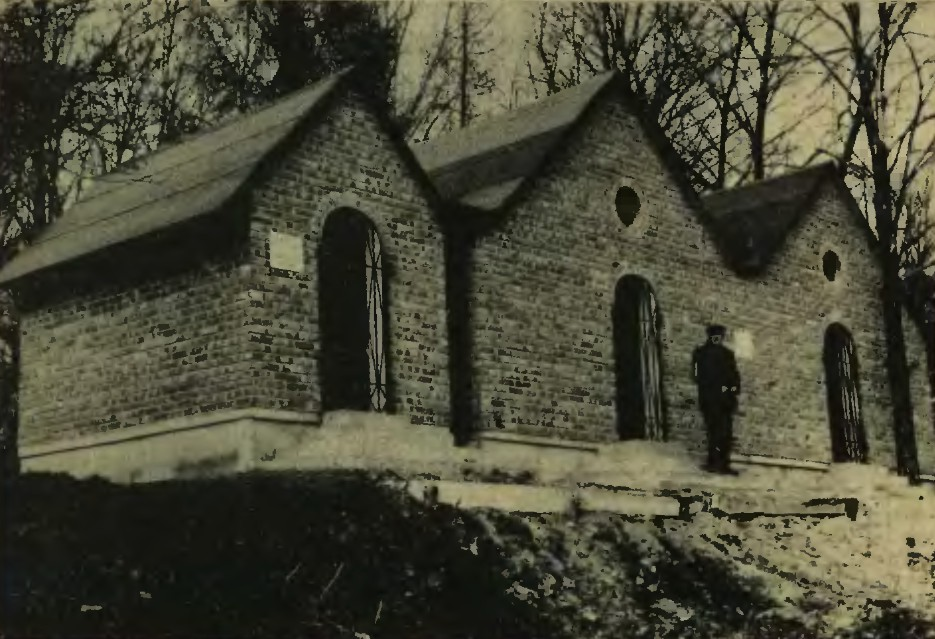
Ohele na cmentarzu żydowskim w Przysusze. Podwójny ohel po prawej kryje m.in. grób Jakuba Izaaka Rabinowicza

Jakub Izaak Rabinowicz (Jakow Icchak Rabinowicz, Jakow Icchak ben Aszer z Przysuchy zwany Świętym Żydem, hebr. Ha-Jehudi ha-kodesz, także Święty Juda; ur. 1766 w Przedborzu, zm. 1813 w Przysusze) – rabin chasydzki, pierwszy cadyk i założyciel chasydzkiej dynastii Peshischa oraz jej odgałęzienia – dynastii Biala. Uczeń Widzącego z Lublina – Jakuba Izaaka Horowica i Dawida Biedermana z Lelowa.

## Życiorys
Urodził się w Przedborzu, gdzie jego ojciec, potomek znaczącej rabinicznej rodziny, pracował jako kaznodzieja. Jakub Izaak studiował u Arie Leiba Charifa w Opatowie oraz w jesziwie w Lesznie. Jako młodzieniec odznaczał się wielką siłę fizyczną, ale później, gdy wycofał się z życia świeckiego, jego tężyzna osłabła z powodu długich postów i ekstatycznych praktyk modlitewnych. Pod wpływem Mojżesza Leib Sasowa oddał się intensywnym praktykom religijnym i studiowaniu Tory. Kiedy rozdał swój majątek pomiędzy ubogich musiał się utrzymywać z pracy mełameda. Przełomowy moment w jego życiu nastąpił po spotkaniu z Jakubem Izaakiem Horowicem, zwanym Widzącym z Lublina, który mianował go doradcą i mentorem dla młodych studentów. 
Jakub Izaak w swoich naukach kładł nacisk na studiowanie Tory i Talmudu, przeciwstawiał się ignorancji, która cechowała wiele grup chasydzkich, przedkładających praktyki mistyczne nad poznanie świętych pism. Krytykował wiarę w cudotwórczą moc cadyka. Twierdził: nie jest sztuką czynić cuda, lecz być Żydem to prawdziwa trudność. Rozpoczął kampanię przeciwko powierzchownemu chasydyzmowi "cudotwórców" i cadykom zaangażowanym w sprawy świeckie. Podkreślał wagę gorliwego wypełniania obowiązków religijnych. Jego naśladowcy byli gotowi do modlitw we wczesnych godzinach rannych, by osiągnąć odpowiedni stan ducha. Poglądy i działalność Rabinowicza doprowadziły do konfliktu z Horowicem i przeniesienia się Izaaka Jakuba wraz z grupą uczniów do Przysuchy, gdzie założył własną grupę. W trakcie wojen napoleońskich popierał Napoleona i jego wyprawę na Rosję, w przeciwieństwie do stanowiska Widzącego z Lublina. W zmaganiach doby napoleońskiej widział walki biblijnego Goga, po którego wojnach miał nadejść Mesjasz, wywołał wśród Żydów oczekiwanie na odkupienie. Jego samego chciano nawet uznać za Mesjasza, na co się jednak nie zgodził. 
Zmarł w Przysusze w 1813 roku. Jego dziedzictwo objął syn, Jerachmiel, ale duchowym następcą i przywódcą przysuskich chasydów został jego uczeń Symcha Bunem z Przysuchy. Innymi ważnymi uczniami Jakuba Izaaka Rabinowicza byli cadyk Menachem Mendel Morgenstern z Kocka, Henoch Henich Kohen Lewin z Aleksandrowa Łódzkiego.
Został pochowany na kirkucie w Przysusze.
Jakub Izaak Rubinowicz jako Święty Żyd jest bohaterem powieści historycznej Martina Bubera Gog i Magog, traktującej o sporach między dwoma szkołami chasydzkimi: z Lublina i Przysuchy.